# Dubravka Krušelj Jurković
Dubravka Krušelj Jurković (Ludbreg, 11. ožujka 1972.), hrvatska je sopranistica i profesorica pjevanja.

## Životopis
Rođena je u Ludbregu gdje je završila osnovnu glazbenu školu. Godine 1987. upisuje srednju glazbenu školu u Varaždinu, a godinu dana kasnije i solo pjevanje u klasi prof. Darije Hreljanović. Nakon položene mature, 1992. polaže prijemni ispit i upisuje studij solo pjevanja na Sveučilištu za glazbu i scenske umjetnosti u Beču u klasi prof. G. Kronzell-Moulton i prof. H. Karusso. Profesionalnu karijeru uspješno započinje na austrijskoj komornoj i opernoj sceni još za vrijeme studija te bilježi zapažene nastupe.
Na poziv HNK iz Zagreba 1999. debitira u ulozi Prve dame (Mozart, Čarobna frula). Nakon toga uslijedile su uloge Emme (Musorgski, Havanščina), Anne (Verdi, Nabucco) i Leonore (Trubadur: Moć sudbine) u dramskoj predstavi L. Pirandella Večeras se improvizira. 2004. godine upisuje poslijediplomski studij u klasi prof. Cynthije Hansell-Bakić. Osim opernog repertoara pjevala je i niz koncertnih djela među kojima su Mozartova (Krunidbena misa, Regina Coeli, Requiem), Dvořákova (Stabat Mater), Verdijeva (Requiem), Beethovenova (Deveta simfonija), Pergolesijeva (Stabat Mater) itd. 
Nastupala je uz Zagrebačku i Bratislavsku filharmoniju, Simfonijski orkestar HRT-a te surađivala s nizom dirigenata (Roth, Fischer, Dešpalj, Kranjčević, Barišić, Gal, Arp). Od 2005. do 2008. radila je kao profesorica pjevanja u Glazbenoj školi Blagoja Berse u Zadru. Godine 2008. zapošljava se kao profesorica pjevanja na Glazbenom učilištu Elly Bašić gdje i danas radi. Sa svojim je učenicima osvojila brojne nagrade na pjevačkim natjecanjima (HDGPP, Lav Mirski, Bruna Špiler,...) Odgojila je mnoge poznate pjevače među kojima su Nela Šarić, Ivan Turšić, Grga Peroš, Kristina Habuš i ini.
Učenici prof. Krušelj Jurković solisti su i članovi ansambala u Njemačkoj (Komische Oper Berlin, Gradsko kazalište Gießen, Državna opera u Hannoveru), Austriji (Gradsko kazalište Klagenfurt), Sloveniji (SNG Opera in balet Ljubljana), Hrvatskoj (HNK Zagreb, HNK Ivan pl. Zajc Rijeka, HNK Split, HNK Osijek, ZGK Komedija i dr.)
Dubravka Krušelj Jurković djeluje i kao glazbeni/vokalni pedagog na kazališnim projektima, npr. Posudi mi tenor u Kazalištu Komedija.
U braku je s tenorom Vedranom Jurkovićem.

## Diskografija
- Kamilo Kolb: Izbor iz djela (2000.; s Mladenom Kahlinom, Hvalimirom Bledšnajder i Djevojačkim zborom Crkve sv. Petra Schola Cantorum; Hrvatski katolički radio)
- Grad Ludbreg (2017.; s Tomislavom Mužekom i Franjom Petrušancem)[10]